# Cespedosa
Cespedosa är en ort i Spanien.   Den ligger i provinsen Provincia de Salamanca och regionen Kastilien och Leon, i den centrala delen av landet, 160 km väster om huvudstaden Madrid. Cespedosa ligger 1 033 meter över havet och antalet invånare är 578.
Terrängen runt Cespedosa är platt norrut, men söderut är den kuperad. Runt Cespedosa är det mycket glesbefolkat, med 6 invånare per kvadratkilometer. Närmaste större samhälle är Guijuelo, 7,8 km väster om Cespedosa. Omgivningarna runt Cespedosa är huvudsakligen savann.